# 山川方夫
山川 方夫（やまかわ まさお、本名：山川 嘉巳〈やまかわ よしみ〉、1930年（昭和5年）2月25日 - 1965年（昭和40年）2月20日）は、日本の小説家。

## 概要
東京都生まれ。慶應義塾大学仏文科卒。父は日本画家山川秀峰。
「三田文学」を編集し、その後自らも筆を執り『日々の死』『その一年』『海岸公園』などの短編集を発表。繊細で都会的な作風によって、敗戦後の青春と死の不条理を自伝的に描いた。『お守り』の翻訳が米「LIFE」誌に掲載されるなど将来を嘱望されたが、交通事故により34歳で死去。没後『愛のごとく』などが出版された。
ショートショートでも活躍し、『お守り』のほか、国語教科書に採用されることの多い『夏の葬列』がとりわけ知られている。

## 来歴

### 生い立ち

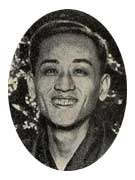
父の山川秀峰

東京市下谷区上野桜木町（現在の東京都台東区上野桜木町）にて、日本画家山川秀峰の長男として生まれ、品川区下大崎（現在の品川区東五反田）に育つ。
1936年、慶應義塾幼稚舎に入学。1942年、慶應義塾普通部に進学。1944年、神奈川県中郡二宮（現在の二宮町）の家に疎開。同年8月より普通部を休学。敗戦を二宮の家で迎える。1945年4月普通部3年に復学。1947年、慶應義塾予科文学部に入学。在学中に学制改革を経て慶應義塾大学文学部仏文科に進む。1952年に卒業。卒論はサルトル。
慶應義塾大学大学院文学研究科仏文専攻に入学。『三田文学』に参加。1953年、大学院中退。1954年、田久保英夫、桂芳久と共に第3次『三田文学』を創刊。新人発掘に力を注ぎ曽野綾子、江藤淳、坂上弘などの作品を掲載する。1956年、編集を退く。

### 小説家として

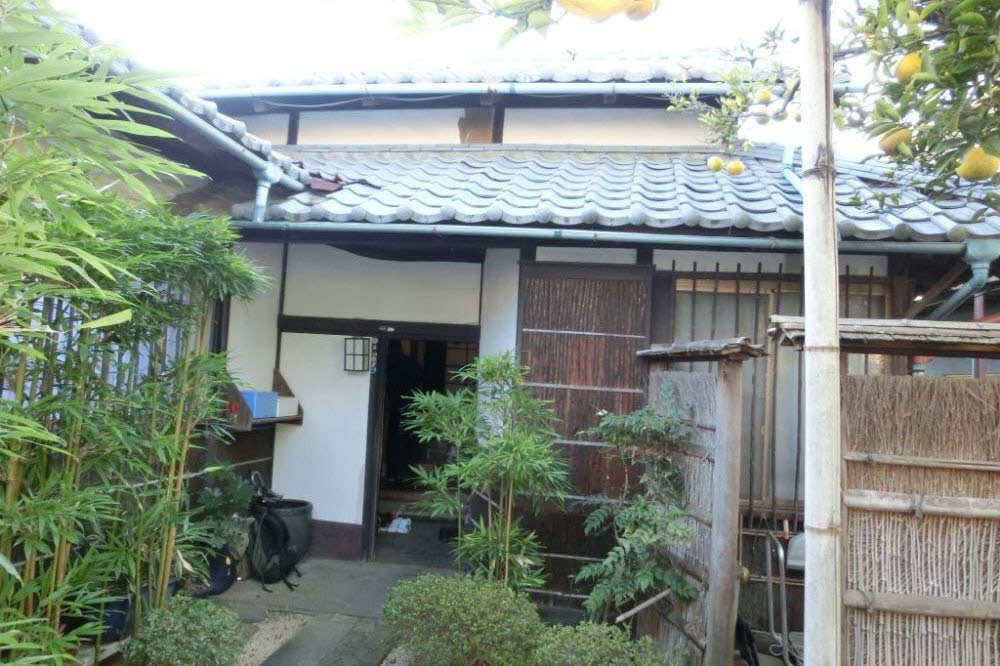
神奈川県中郡二宮町の自邸。吉田五十八の設計により山川秀峰の自宅として建てられ、方夫に引き継がれた

1958年7月、『演技の果て』で第39回芥川賞（1958年上半期）の候補となる。1959年1月、『その一年』『海の告発』で第40回芥川賞（1958年下半期）の候補となる。
1960年12月21日発売の『ヒッチコック・マガジン』1961年2月号が特集「日本ショート・ショート・傑作集」を組む。山川は『箱の中のあなた』を執筆した。『お守り』を『宝石』に発表する。後に日本国外の雑誌に翻訳される。
1961年7月、『海岸公園』で第45回芥川賞（1961年上半期）の候補となる。
1962年から1963年にかけて『ヒッチコック・マガジン』で、『夏の葬列』などのショートショート『親しい友人たち』を連載。同じ頃、寿屋（現在のサントリー）のPR誌『洋酒天国』の編集に関与。
1964年1月、『クリスマスの贈物』で第50回直木賞（1963年下半期）の候補となる。同年5月、聖心女子大学国文科を卒業して大学院在学の傍ら母校の湘南白百合学園の講師になったばかりの生田みどり（1942年生まれ）と結婚。同年7月、『愛のごとく』で第51回芥川賞（1964年上半期）の候補となる。
1965年2月19日12時30分頃、二宮駅前の国道1号の横断歩道を渡ろうとした際にトラックに轢かれる交通事故に遭い、翌日午前10時20分に搬送先の大磯町の病院で死去。享年34。
妻の山川みどり（旧姓 生田）は、1968年に新潮社に入社し、1983年から2001年まで『芸術新潮』誌の編集長を勤める。

## エピソード
- ペンネームの「方夫」は、父の師の一人である日本画家鏑木清方の「方」と、親交のあった劇作家梅田晴夫の「夫」を組み合わせたものである[6]。

## 著書

### 単著
- 『その一年』文藝春秋新社、1959年3月。NDLJP:1669181。
- 『日々の死』平凡出版、1959年5月。
- 『海岸公園』新潮社、1961年9月。NDLJP:1670710。
  - 『海岸公園』新潮社〈新潮文庫〉、1975年8月。
- 『親しい友人たち』講談社、1963年5月。NDLJP:1671565。
  - 『親しい友人たち』講談社〈講談社文庫〉、1972年5月。
- 『長くて短い一年』光風社、1964年6月。
- 『愛のごとく』新潮社、1965年3月。NDLJP:1672306。
  - 『愛のごとく』新潮社〈新潮文庫〉、1974年4月。
  - 『愛のごとく』講談社〈講談社文芸文庫〉、1998年5月。ISBN 9784061976146。
  - 『愛のごとく』講談社〈講談社文芸文庫Wide〉、2016年6月。ISBN 9784062955058。
- 『トコという男』早川書房、1965年10月。NDLJP:1672479。
- 『山川方夫珠玉選集』 上、冬樹社、1972年5月。

収録：煙突, 猫の死と, 遠い青空, その一年, 演技の果て, 愛のごとく
- 『山川方夫珠玉選集』 下、冬樹社、1972年5月。

収録：昼の花火, お守り, 夏の葬列, 十三年, 赤い手帖, 待っている女, 春の驟雨, 街のなかの二人, 海岸公園, 最初の秋
- 『安南の王子・その一年 他六編』旺文社〈旺文社文庫〉、1973年12月。

収録：安南の王子, その一年, 昼の花火, 煙突, 春の華客, 猿, 月とコンパクト, 夏期講習
- 『夏の葬列』集英社〈集英社文庫〉、1991年5月。ISBN 9784087520149。
- 『安南の王子』集英社〈集英社文庫〉、1993年10月。ISBN 9784087520439。
- 『目的をもたない意志 山川方夫エッセイ集』清流出版、2011年3月。ISBN 9784860293512。

収録：灰皿になれないということ, "自由"のイメージ, 永井龍男氏の「一個」, サルトルとの出逢い, 早春の記憶, 「われらの時代」について, 「悲の器」について, 「文学と詩精神」について, 「町ッ子」について, 江藤淳について, 中原弓彦について, 曽野綾子について, 石原慎太郎について, わが町・東京, 神話, 「日々の死」の銀座, 正常という名の一つの狂気, 恋愛について, 日劇について, 麻美子と恵子と桐子の青春, 海を見る, 半年の後…, わがままな由来, 一通行者の感慨, 私の良妻論, 増村保造氏の個性とエロティシスム, 映画批評家への公開状, 目的をもたない意志, 「情事」の観念性, 中途半端な絶望, 「二十歳の恋」について, 「去年マリエンバートで」への一つの疑問, 「かくも長き不在」について, 「シルヴィ」の幻, 「恋や恋なすな恋」について
- 『目的をもたない意志　増補版』高崎俊夫解説、ちくま文庫、2025年4月。ISBN 9784480440204

- 『歪んだ窓』出版芸術社〈ふしぎ文学館〉、2012年9月。ISBN 9784882934332。

収録：待っている女, 恐怖の正体, 博士の目, 赤い手帖, 蒐集, ジャンの新盆, 夏の葬列, はやい秋, 非情な男, 菊, メリイ・クリスマス, 愛の終り, 十三年, お守り, ロンリー・マン, 箱の中のあなた, 予感, 暑くない夏, トンボの死, 社内旅行, カナリヤと少女, 新年の挨拶, なかきよの…, "S・M・A"の秘密, 相性は―ワタクシ, 昭和の雛人形, 僧侶の夢, テレビの効用, 歪んだ窓, 朝のヨット, 他人の夏, 邂逅, 月とコンパクト, 外套の話, クリスマスの贈物
- 高崎俊夫 編『親しい友人たち 山川方夫ミステリ傑作選』東京創元社〈創元推理文庫〉、2015年9月。ISBN 9784488481018。

収録：待っている女, 恐怖の正体, 博士の目, 赤い手帖, 蒐集, ジャンの新盆, 夏の葬列, はやい秋, 非情な男, 菊, メリイ・クリスマス, 愛の終わり, 動物の秘密, デパートにて, 二人の同一人物, アルス・アマトリア, 人間の条件, ヘンな日本人, 嘘八百の真実, "健全な心配", 行動の理由, "恐怖"のプレゼント, 十三年, お守り, ロンリー・マン, 箱の中のあなた, 予感, 暑くない夏, トンボの死, あるドライブ, 三つの声, 頭上の海, 他人の夏
- 坂上弘 編『展望台のある島』慶應義塾大学出版会、2015年11月。ISBN 9784766422733。

収録：夏の葬列, あるドライブ, 三つの声, 未来の中での過去, 蛇の殻, 頭の大きな学生, クレヴァ・ハンスの錯誤, 遅れて坐った椅子, ある週末, 煙突, 最初の秋, 展望台のある島, Kの話
- 『春の華客・旅恋い 山川方夫名作選』講談社〈講談社文芸文庫〉、2017年5月。ISBN 9784062903462。

収録：娼婦, 春の華客, 遠い青空, 海の告発, にせもの, お守り, 猫の死と, 月とコンパクト, 旅恋い
- 日下三蔵 編『箱の中のあなた　山川方夫ショートショート集成』筑摩書房〈ちくま文庫〉、2022年12月。ISBN 9784480438539。
- 日下三蔵 編『長くて短い一年　山川方夫ショートショート集成』筑摩書房〈ちくま文庫〉、2023年2月。ISBN 9784480438614。
- 『お守り・軍国歌謡集』小学館「P＋D BOOKS」、2023年3月。ISBN 9784093524599。全11篇

### 共著
- 林芙美子、獅子文六、山川方夫『畳』ポプラ社〈百年文庫 3〉、2010年10月。ISBN 9784591118856。

収録：林芙美子『馬乃文章』, 獅子文六『ある結婚式』, 山川方夫『軍国歌謡集』

### 全集

#### 冬樹社（1969年-1970年）
- 『山川方夫全集』 第1巻（小説 第1）、冬樹社、1969年6月。

収録：バンドの休暇, 安南の王子, 仮装, 娼婦, 歌束, 昼の花火, 春の華客, 煙突, 猿, 遠い青空, 頭上の海, 日々の死
- 『山川方夫全集』 第2巻（小説 第2）、冬樹社、1969年5月。

収録：演技の果て, その一年, 帰任, 海の告発, 画廊にて, にせもの, ある週末, 海岸公園, 軍国歌謡集
- 『山川方夫全集』 第3巻（小説 第3）、冬樹社、1969年12月。

収録：猫の死と, 街のなかの二人, 外套の話, 夜の中で, 月とコンパクト, 夏期講習, 愛のごとく, 夏近く, 旅恋い, 煙突, 「別れ」が愉し, 最初の秋, 千鶴, ゲバチの花, 展望台のある島, 春の驟雨, Kの話, 遅れて坐った椅子
- 『山川方夫全集』 第4巻（小説 第4、戯曲・放送台本）、冬樹社、1969年9月。

収録：十三年, お守り, ロンリー・マン, 箱の中のあなた, 予感, 待っている女, 恐怖の正体, 博士の目, 赤い手帖, 蒐集, ジャンの新盆, 夏の葬列, はやい秋, 非情な男, 菊, メリイ・クリスマス, 愛の終り, 暑くない夏, トンボの死, 社内旅行, 新年の挨拶, カナリヤと少女, 朝のヨット, 歪んだ窓.他人の夏.邂逅.クリスマスの贈物.なかきよの.大人のつきあい.テレビの効用, 相性は―ワタクシ, あるドライブ, 夫婦の仲, 三つの声, 偶然に乾杯, もっとも安楽な椅子, "S・M・A"の秘密, 未来の中での過去, ある幸福, 蛇の殻, 頭の大きな学生, クレヴァ・ハンスの錯誤, 昭和の雛人形, 僧侶の夢, 埴輪, 朝の真空, 音の檻・けものの声, 不知道―ぷう・ちい・たお, 叱られる
- 『山川方夫全集』 第5巻（エッセイ）、冬樹社、1970年7月。

収録：灰皿になれないということ, 「文明」の無力さと「力」とについて, 「民主主義」の確認, "自由"のイメージ, 国語審議会は解散すべきである, 永井竜男氏の「一個」, サルトルとの出逢い, 早春の記憶, 『われらの時代』について, 『悲の器』について, 『文学と詩精神』について, 『町ッ子』について, 『マリアの首』について, 『蠍を飼う女』について, 『サンド・ストーム』について, 西島大について, 江藤淳について, 中原弓彦について, 曽野綾子について, 石原慎太郎について, わが町・東京, 借用未遂, 女の町・午前2時30分, 熊公とカルパス, 新鮮・以前,山を見る, 神話, 「日々の死」の銀座, 正常という名の一つの狂気, 恋愛について, 商売熱心ということ, 感想一束, 弱むしたち, 日劇について, 今年の言葉, 謎, 麻美子と恵子と桐子の青春, 女性について, あの頃, 海を見る, 「古代」再訪, 「ザ・タリスマン」白書, 半年の後, 日南海岸, わがままな由来, 一通行者の感概,私の良妻論, 映画批評家への公開状, 目的をもたない意志, 映画は映画である, 『情事』の観念性, 中途半端な絶望, 増村保造氏の個性とエロティシスム, 『素晴らしき恋人たち』について, 『フラワー・ドラム・ソング』について, 『二十歳の恋』について,気ままな楽しみ, 『去年マリエンバードで』への一つの疑問, 『かくも長き不在』について, 「シルヴィ」の幻, 『肉体市場』その他について, 『尼僧ヨアンナ』について, 『恋や恋なすな恋』について, 『オルフェの遺言』について, 『憎いあンちくしょう』について, 『キングコング対ゴジラ』について, トコという男, 動物の秘密, デパートにて, 二人の同一人物, アルス・アマトリア, 人間の条件, ヘンな日本人, 嘘八百の真実, "健全"な心配, 行動の理由, "恐怖"のプレゼント

#### 筑摩書房（2000年）
- 『山川方夫全集』 第1巻（安南の王子）、筑摩書房、2000年9月。ISBN 9784480704214。

収録：バンドの休暇, 安南の王子, 仮装, 娼婦, 歌束, 昼の花火, 春の華客, 煙突, 猿, 遠い青空, 頭上の海
- 『山川方夫全集』 第2巻（日々の死）、筑摩書房、2000年7月。ISBN 9784480704221。

収録：日々の死, 演技の果て, その一年
- 『山川方夫全集』 第3巻（海岸公園）、筑摩書房、2000年6月。ISBN 9784480704238。

収録：帰任, 海の告発, 画廊にて, にせもの, 十三年, ある週末, お守り, ロンリー・マン, 箱の中のあなた, 予感, 海岸公園, 軍国歌謡集
- 『山川方夫全集』 第4巻（愛のごとく）、筑摩書房、2000年5月。ISBN 9784480704245。

収録：親しい友人たち, 暑くない夏, トンボの死, 社内旅行, 新年の挨拶, 猫の死と, カナリヤと少女, 外套の話, 朝のヨット, 歪んだ窓, 夜の中で, 他人の夏, 街のなかの二人, 邂逅, 月とコンパクト, クリスマスの贈物, 大人のつきあい, なかきよの…, テレビの効用, 相性は―ワタクシ, 愛のごとく
- 『山川方夫全集』 第5巻（最初の秋）、筑摩書房、2000年8月。ISBN 9784480704252。

収録：夏期講習, 夏近く, あるドライブ, 偶然に乾杯！, 夫婦の仲, 三つの声, 旅恋い, 「別れ」が愉し, 煙突, 最初の秋, もっとも安楽な椅子, "S・M・A"の秘密, 千鶴, ゲバチの花, 未来の中での過去, ある幸福, 蛇の殻, 頭の大きな学生, クレヴァ・ハンスの錯誤, 展望台のある島, 春の驟雨, Kの話, 昭和の雛人形, 僧侶の夢, 遅れて坐った椅子
- 『山川方夫全集』 第6巻（トコという男）、筑摩書房、2000年10月。ISBN 9784480704269。

収録：「文明」の無力さと「力」とについて, 『マリア』の首, 『われらの時代』, わが町・東京, 借用未遂, 可笑しい奴, 灰皿になれないということ, 映画批評家への公開状, 江藤淳氏について, 『蠍を飼う女』, 早春の記憶, 女の町・午前二時三十分, 永井龍男氏の「一個」, 「民主主義」の確認, "自由"のイメージ, 熊公とカルパス, 『サンド・ストーム』, 新鮮・以前, 国語審議会は解散すべきである, 目的をもたない意志, 『情事』の観念性, 映画は映画である, 山を見る, 『素晴らしき恋人たち』, 『肉体市場』, 『尼僧ヨアンナ』, 増村保造氏の個性とエロティシスム, 『フラワー・ドラム・ソング』, 『恋や恋なすな恋』, 「日々の死」の銀座, 『オルフェの遺言』, 『憎いあンちくしょう』, 『キングコング対ゴジラ』, 中途半端な絶望, 神話, 正常という名の一つの狂気, 『悲の器』, サルトルとの出逢い, 恋愛について, 商売熱心ということ, 『文学と詩精神』, 『シルビィ』の幻, 『二十歳の恋』, 感想一束, 気ままな楽しみ, 日劇, 弱むしたち, 『遠来の客たち』の頃, 今年の言葉, 中原弓彦氏, 謎, 麻美子と恵子と桐子の青春, 『町ッ子』, 女性について, 『去年マリエンバートで』への一つの疑問, トコという男, あの頃, 『かくも長き不在』, 海を見る, 「古代」再訪, 「ザ・タリスマン」白書, 半年の後, 日南海岸, 石原慎太郎氏について, 私の良妻論, 一通行者の感慨, わがままな由来
- 『山川方夫全集』 第7巻（朝の真空）、筑摩書房、2000年11月。ISBN 9784480704276。

収録：カミュは死に就いてどう思うか, ジャン・ポオル・サルトルの演劇について, "悪魔と神", 埴輪, 朝の真空, 音の壁・けものの声, 砂と空と人間, 不知道, 叱られる, 女ふたり, 海と花束, 作文, 回想・同時代評

## 海外への翻訳
- 英語
  - Summer of Strangers (and Other Stories)  J.D. Wisgo訳 (夏の葬列, 他人の夏,  , 昼の花火, 一人ぼっちのプレゼントなど） ASIN:  B09YYWTHTZ  [7]